# Bahnhof Bernau-Friedenstal
Der Bahnhof Bernau-Friedenstal ist ein Haltepunkt in der Stadt Bernau bei Berlin im Landkreis Barnim. Er wird von der Linie S2 der S-Bahn Berlin bedient. Bemerkenswert ist die sehr kurze Bauzeit von gerade einmal vier Monaten, in denen dieser komplett errichtet wurde.

## Lage
Der Bahnhof auf der Stettiner Bahn befindet sich rund 2 km Luftlinie westlich des Stadtzentrums von Bernau. Ca. 300 m weiter östlich verläuft die A 11. Die Station grenzt an die Wolchowstraße, die Lenastraße und die Angarastraße. Rund 2 km östlich liegt der Bahnhof Bernau und rund 3 km westlich der Bahnhof Zepernick und befindet sich im Tarifbereich Berlin C des Verkehrsverbundes Berlin-Brandenburg.

## Namensgebung
Der Bahnhof ist nach der Bernauer Siedlung Friedensthal benannt. Doch nach dem Bau im Jahre 1997 trug die Station den Namen Bernau-Friedenstal. Das h im Ortsnamen wurde amtlich weggestrichen.

## Geschichte

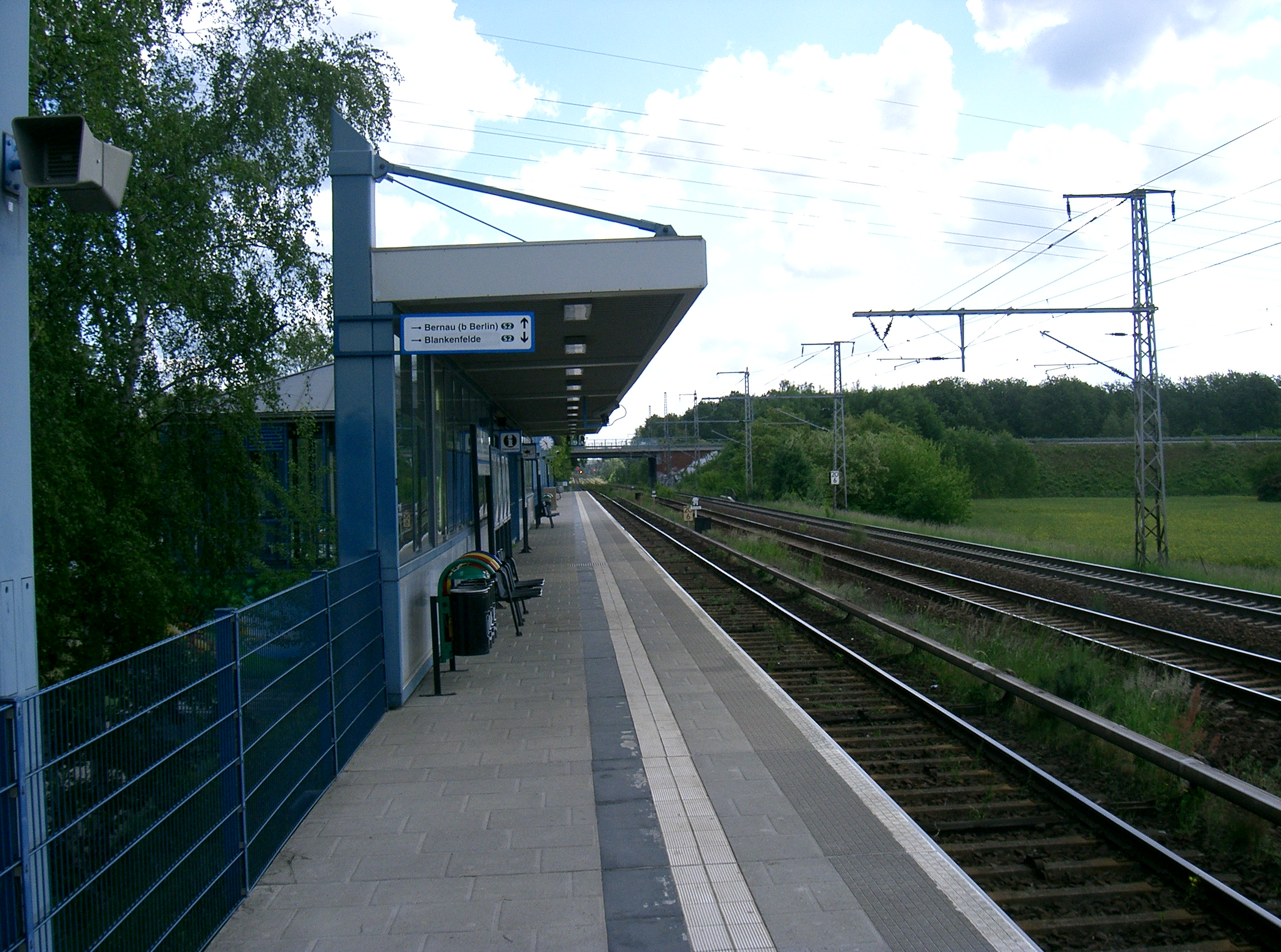
Der Bahnsteig im Juni 2006

Schon 1921 wurde in einer Denkschrift des Verkehrsverbandes an der Stettiner Bahn gefordert, in der Bernauer Siedlung Friedensthal eine Vorort-Station zwischen dem bereits bestehenden Halt Zepernick und dem Bahnhof Bernau zu errichten. Zu einem möglich Bau kam es aber vor 1997 nicht. Im Jahre 1994 veranschlagte die Deutsche Bahn AG die Kosten auf rund 13,6 Millionen € (damals 26,6 Millionen DM). Schließlich beteiligten sich private Investoren am Bau. Abgesehen von den Planungen dauerte dieser lediglich vier Monate, vom 27. Mai 1997 bis zum 30. September 1997. Die Kosten betrugen nach dem Bau gerade einmal 1,95 Millionen € (damals 3,8 Millionen DM).

## Heutiger Betrieb
Der Bahnhof steht auf einem seit 1945 ungenutzten Richtungsgleis nach Berlin und besteht aus einem 152 m langen Außenbahnsteig, der nur teilweise überdacht ist. Der Bahnsteig ist barrierefrei zu erreichen.

## Anbindung
| Linie | Verlauf | Takt   |
| ----- | --- | ------ |
|       | Bernau – Bernau-Friedenstal – Zepernick – Röntgental – Buch – Karow – Blankenburg – Pankow-Heinersdorf – Pankow – Bornholmer Straße – Gesundbrunnen – Humboldthain – Nordbahnhof – Oranienburger Straße – Friedrichstraße – Brandenburger Tor – Potsdamer Platz – Anhalter Bahnhof – Yorckstraße – Südkreuz – Priesterweg – Attilastraße – Marienfelde – Buckower Chaussee – Schichauweg – Lichtenrade – Mahlow – Blankenfelde | 20 min |

Direkt vor dem Bahnhof halten die Linie 872 und einzelne Fahrten der Linie 891. An der nahegelegenen Haltestelle „Abzweig Wohnsiedlung“ halten die Linien 868, 872 sowie einzelne Fahrten der Linien 891 und 901. Alle Buslinien werden von der Barnimer Busgesellschaft bedient.